# 信用貨幣
信用貨幣（しんようかへい）とは、信用の存在を前提として流通する名目貨幣の一種。銀行券・預金通貨などを指す。

## 概要
基本的には支払手段としての貨幣機能から生じたもので、「貨幣支払約束書」としての性格を有する。すなわち、期日指定・一覧払いを問わず、現実の貨幣（本位貨幣）への兌換性・同一性が保証されている必要がある。一方、同じ名目貨幣でも流通手段としての貨幣機能から生じた政府貨幣や補助貨幣を信用貨幣とみなすことは出来ない。最初に商業信用に基づいて発行される商業手形が信用貨幣になったが、銀行信用の発展に伴ってこれを基礎にして流通する銀行券が今日における代表的な信用貨幣とされる。もっとも、今日の銀行券（日本における日本銀行券）は不換紙幣であり、発行者（同じく日本銀行）には貨幣支払約束の義務あるいはその保証がなく、また発行者にとっては債務にはあたらないため、信用貨幣としての要件が備わっておらず、信用貨幣とは言えないとする見方もある。